# Acanthocreagris gallica
Espèce
Synonymes
- Microcreagris gallica Beier, 1965

Acanthocreagris gallica est une espèce de pseudoscorpions de la famille des Neobisiidae.

## Distribution
Cette espèce est endémique de France. Elle se rencontre en Dordogne, dans le Lot et en Haute-Vienne.

## Description
Acanthocreagris gallica mesure 1,5 mm.

## Systématique et taxinomie
Cette espèce a été décrite sous le protonyme Microcreagris gallica par Beier en 1965. Elle est placée dans le genre Acanthocreagris par Mahnert en 1974.

## Étymologie
Son nom d'espèce lui a été donné en référence au lieu de sa découverte, la Gaule.

## Publication originale
- Beier, 1965 : Eine neue Microcreagris (Pseudoscorpionidea) aus Frankreich. Zoölogische Mededelingen, vol. 40, p. 301-303 (texte intégral).